# Теорема Кодайры о вложении
Теорема Кодайры о вложении отвечает на вопрос, какие компактные кэлеровы многообразия являются проективными алгебраическими многообразиями.
Иначе говоря, какие комплексные многообразия определяются однородными многочленами.
Теорема доказана Кунихито Кодайрой.

## Формулировка
Пусть M есть компактное кэлерово многообразие с метрикой Ходжа,
то есть его Кэлерова форма ω определяет целочисленный класс когомологий.
Тогда M допускает аналитическое вложение в комплексное проективное пространство некоторой достаточно высокой размерности N.

## Комментарии
- Тот факт, что М оказывается алгебраическим многообразием, вытекает из его компактности по теореме Чоу[англ.].

Кэлерово многообразие с метрикой Ходжа иногда называют многообразием Ходжа (в честь Ходжа).
В этом случае теорему Кодайры можно сформулировать следующим образом: 
- Многообразия Ходжа являются проективными. 
  - Обратное утверждение, что проективные многообразия являются многообразиями Ходжа, элементарно.